# Хомич, Анатолий Захарович
Анатолий Захарович Хомич (21 августа 1928, Белореченская, Юго-Восточная область — 30 мая 2004, Харьков) — украинский советский партийный деятель, железнодорожник, заместитель председателя Совета Министров Украинской ССР. Кандидат в члены ЦК КПУ в 1981—1990 г. Депутат Верховного Совета УССР 10-11-го созывов в 1982—1990 г. Кандидат технических наук. Профессор, член-корреспондент Академии транспорта Украины.

## Биография
Образование высшее. Окончил Ленинградский институт инженеров железнодорожного транспорта, получил специальность инженера-механика путей.
С 1951 г. — помощник машиниста, машинист тепловоза, мастер, начальник цеха депо Верхний Баскунчак Приволжской железной дороги РСФСР.
Член КПСС с 1956 года.
С 1956 г. — начальник тепловозного депо Улан-Баторской железной дороги Монгольской Народной Республики.
В 1960—1968 г. — главный инженер локомотивного депо, главный инженер службы локомотивного хозяйства Харьковского отделения ЮЖД.
В 1968—1972 г. — заведующий отделом транспорта и связи Харьковского областного комитета КПУ.
В 1972—1980 г. — ректор Харьковского института инженеров железнодорожного транспорта имени Кирова.
В 1980 — октябре 1986 г. — заведующий отделом транспорта и связи ЦК КПУ.
17 октября 1986 — 4 апреля 1988 г. — заместитель председателя Совета Министров Украинской ССР. С апреля 1988 г. — на пенсии по состоянию здоровья.
В 1988—2004 г. — профессор Харьковского института инженеров железнодорожного транспорта имени Кирова (Украинской государственной академии железнодорожного транспорта).

## Награды
- орден Октябрьской Революции
- орден Трудового Красного Знамени
- орден Дружбы народов
- орден «Знак Почета»
- лауреат Государственной премии УССР в области науки и техники (1989)
- медали